# Zakšov (tvrz)
Tvrz Zakšov stávala v severní části zaniklé obce Zakšov v Doupovských horách, na ostrohu nad silnicí, nedaleko zaniklého kostela sv. Mikuláše.

## Historie
První písemná zmínka o tvrzi pochází z roku 1318, kdy je také poprvé zmiňována obec Zakšov. Tehdy ji vlastnil Mikuláš, předek Kfelířů ze Zakšova. V majetku tohoto rodu zůstala do začátku 16. století a po celou dobu byla centrem samostatného panství. V letech 1355–1364 jsou jako majitelé uváděni Erhart a Vilém ze Zachsngryn. Na počátku 16. století ji kupuje Albert Šlik, který ji před rokem 1540 prodal Albínu Šlikovi. Tímto obchodem došlo ke spojení panství s Doupovem a tvrz, která ztratila význam, postupně chátrala. Poslední zmínka pochází z roku 1553, kdy ještě stála. V roce 1785 se Jaroslav Schaller zmiňuje o zámku v Zakšově. Pravděpodobně se jednalo o tuto tvrz. Údajně v ní měl sídlit Petr Doupovec z Doupova a odtud dohlížet na dolování. Co bylo v okolí obce dolováno však není známo. Ještě v 50. letech 20. století se na místě tvrze nacházelo oválné tvrziště. V současnosti je místo zavezeno, takže se tu nachází jen zbytky příkopu a valu.
Existuje hypotéza, která spojuje tvrziště se jménem hradu Kleinštejn. Ten bývá tradičně lokalizován na výběžek Humnického vrchu u Kotviny. Proti ní však svědčí malé rozměry (10 × 15 metrů) tvrziště, které jsou charakteristické pro tvrz, nikoliv pro hrad.